# José Francisco Gabriel de Anda
José Francisco Gabriel de Anda (* 5. Juni 1971 in Mexiko-Stadt) ist ein ehemaliger mexikanischer Fußballspieler auf der Position des Verteidigers. Gegenwärtig ist er Sportdirektor bei seinem Exverein CF Pachuca.

## Leben

### Verein
Gabriel de Anda begann seine Profikarriere in der Saison 1992/93 beim Club Universidad Nacional und kam über die Correcaminos de la UAT, für die er zwischen 1993 und 1995 spielte, zum Club Santos Laguna, mit dem er im Winter 1996 die mexikanische Meisterschaft gewann.
Nach einer Zwischenstation beim CD Cruz Azul, für den er zwischen 1998 und 2000 spielte, stand Gabriel de Anda von Mitte 2000 bis Ende 2005 beim CF Pachuca unter Vertrag, mit dem er zwei weitere Meistertitel gewann. Zum Abschluss seiner aktiven Karriere spielte er noch einmal für seinen Exverein Santos Laguna.

### Nationalmannschaft
Sein Debüt im Dress der mexikanischen Nationalmannschaft gab Gabriel de Anda am 13. April 1997 beim 6:0-Sieg gegen Jamaika. Gabriel wurde für Mexiko im FIFA-Konföderationen-Pokal 1997 in den Spielen gegen Australien und Brasilien eingesetzt. Anderthalb Jahre später war mit dem Spiel vom 18. November 1998 gegen Guatemala (2:2) seine Länderspielkarriere für mehrere Jahre unterbrochen. Das einzige Tor in diesem ersten Zeitraum seiner Zugehörigkeit zur Nationalmannschaft erzielte er am 18. März 1998 gegen Paraguay zum 1:1-Endstand.
2002 wurde er noch einmal in die Nationalmannschaft berufen und bestritt vier Spiele. Dabei gelang ihm der Siegtreffer zum 1:0 gegen Bulgarien am 17. April 2002. Sein letztes Länderspiel bestritt Gabriel de Anda am 12. Mai 2002 beim 2:1-Erfolg gegen Kolumbien.
Zwar wurde er auch in den mexikanischen WM-Kader für 2002 berufen, blieb dort aber ohne Einsatz.

## Erfolge
- Mexikanischer Meister: Invierno 1996, Invierno 2001, Apertura 2003